# Clyzomedus vittaticollis
Clyzomedus vittaticollis är en skalbaggsart som beskrevs av Stefan von Breuning 1938. Clyzomedus vittaticollis ingår i släktet Clyzomedus och familjen långhorningar. Inga underarter finns listade i Catalogue of Life.